# 動物オリンピック
動物オリンピック（どうぶつオリンピック、原題:Zoo Olympics）は、フランスで制作された短編アニメーション作品である。

## 概要
動物によるオリンピックをテーマとしたアニメ作品である。全52話。picha製作。1992年7月にカナル+から放送され、テレトゥーン1でも放送を拡大。セル画で放送された。夏季・冬季オリンピックのスポーツをすべて取り扱っているほか、オリジナル要素も取り入れている。
日本では、ハッチポッチステーション、母と子のテレビタイム内等で放送された。
番組は、2分1話の1話完結構成で、基本的に「選手入場→競技開始→競技終了→表彰」の順番で話が進む。ただし競技の影響によって表彰台が破壊されるといったトラブルで表彰式が省略されたケースも少なくない。

## 取り上げたスポーツ
- スキージャンプ
- ノミをつかった卓球
- カバのアイスホッケー

など。

## キャスト
カッコ内は、言語版の声優、日本語版声優の順。
バティスト·ル·ピエ（ロジャー・カレル、小島一慶）
実況中継アナウンサーの蛇。番組の一連の流れを報道する。
等多数。

## スタッフ
- 絵コンテと制作：Picha
- 原作：フランシス·ニールセンとエリック·ヴァン·ビューレン
- 共同製作：ルースタースタジオとY.C.アリゲーター

## 備考
Pichaもサッカーを題材としたほかのアニメを制作しているが、映像ソフト化されることはなかった。